# Myotis simus
Myotis simus é uma espécie de morcego da família Vespertilionidae. Pode ser encontrada no Colômbia, Equador, Peru, Brasil, Argentina, Paraguai e Bolívia.